# Cosmorama
Cosmorama is een gemeente in de Braziliaanse deelstaat São Paulo. De gemeente telt 8.719 inwoners (schatting 2022).

## Aangrenzende gemeenten
De gemeente grenst aan Álvares Florence, Américo de Campos, Palestina, Sebastianópolis do Sul, Tanabi en Votuporanga.

## Geboren
- Antonio Palocci (1960), arts en politicus